# 因格
因格（いんかく、英: causal case, causative case）は、言語学の用語で理由（-によって、-のおかげで）を表す格。
ハンガリー語に見られる。
英語、ドイツ語、フランス語、イタリア語などでは、名詞の前に前置詞を付して同様の意味を表す。